# Iglesia Anglicana de Sudamérica
Die Iglesia Anglicana de Sudamérica (englisch Anglican Church of South America) ist eine Mitgliedskirche der Anglikanischen Gemeinschaft und hat ihren Ursprung in britischen Immigranten des 19. Jahrhunderts.

## Geschichte
Im Jahr 1869 wurde die Diözese der Falkland-Inseln mit Zuständigkeit für das übrige Südamerika mit Ausnahme von Britisch-Guayana errichtet. Der Name war auf eine juristische Formalität zurückzuführen: Zu dieser Zeit gab es keine Möglichkeit, einen englischen Bischof für Gebiete außerhalb der Jurisdiktion der britischen Krone zu weihen. Der Bischof residierte von Anfang an in Buenos Aires und hatte dort seinen Verwaltungssitz. Von 1902 bis 1973 wurde der Zuständigkeitsbereich der Diözese der Falkland-Inseln schrittweise verkleinert, als weitere Diözesen in Südamerika errichtet wurden. Im Jahr 1973 erfolgte die Gründung des Consejo Anglicano Sudamericano als Schritt zur Bildung einer neuen Provinz der Anglikanischen Gemeinschaft. Bis 1974 dem Erzbischof von Canterbury als Primas unterstehend, bildet sie nachfolgend eine eigenständige Kirche von Südamerika. Formal bildet sie seit 1981 eine selbständige Provinz (bis 2014 mit dem Namen Iglesia Anglicana del Cono Sur de América), die sich über Argentinien, Bolivien, Paraguay, Peru und Uruguay erstreckt und sechs Diözesen (Argentinien, Nordargentinien, Bolivien, Paraguay, Peru, Uruguay) zählt. Bis November 2018 gehörte zu ihr auch die Diocese of Chile, die seitdem als Anglican Church of Chile eine eigene Kirchenprovinz bildet.
An der Spitze der Iglesia Anglicana de Sudamérica steht als Primas ein Presiding Bishop; derzeit ist dies Nicholas James Quested Drayson. Die Ordination von Frauen ist 2015 erstmals in den Diözesen Bolivien und Uruguay ermöglicht worden.
Die Provinz umfasst sechs Diözesen in fünf Ländern:
| Diözese         | Staat                     | Bischof                        |
| --------------- | ------------------------- | ------------------------------ |
| Argentinien     | Argentinien, Buenos Aires | Brian Williams                 |
| Nordargentinien | Argentinien, Salta        | Nicholas James Quested Drayson |
| Bolivien        | Bolivien, Tarija          | Walter Toro                    |
| Paraguay        | Paraguay, Asunción        | (freie Stelle)                 |
| Peru            | Peru, Lima                | Jorge Luis Aguilar             |
| Uruguay         | Uruguay, Montevideo       | Daniel Genovesi                |